# استوائو ویلیان
استوائو ویلیان (انگلیسی: Estevão Willian؛ زادهٔ ۲۴ آوریل ۲۰۰۷) بازیکن فوتبال اهل برزیل است که در باشگاه چلسی بازی می کند.
وی همچنین در تیم ملی فوتبال زیر ۱۷ سال برزیل بازی کرده‌است.

## اوایل زندگی
استوائو که در فرانکا ، سائوپائولو متولد شده است، دوران جوانی خود را در سال ۲۰۱۷ با آکادمی کروزیرو آغاز کرد. سال بعد، در سن ۱۰ سالگی، یعنی در سال ۲۰۱۸، ویلیان با نایک قرارداد حرفه‌ای امضا کرد و به این ترتیب، او جوان‌ترین بازیکن برزیلی بود که با این شرکت قرارداد امضا کرد و از رودریگو، فوتبالیست رئال مادرید، پیشی گرفت.

## دوران باشگاهی

### پالمیراس
استوائو در ۶ مه ۲۰۲۱ با امضای قرارداد کارآموزی به آکادمی جوانان پالمیراس نقل مکان کرد. در فصل ۲۰۲۲، او به تیم های نوجوانان پالمیراس کمک کرد تا در مسابقات کمپئوناتو پائولیستا ساب ۱۷، کمپئوناتو پائولیستا ساب ۱۷، کمپئوناتو پائولیستا ساب ۱۵، کمپئوناتو پائولیستا د فوتبول زیر ۱۵، کوپا دو برازیل ساب ۱۷ و کمپئوناتو ساب ۱۷ برازیل برنده شوند . در اکتبر ۲۰۲۳، استوائو در فینال زیر ۱۷ سال کمپئوناتو برازیلیرو که با پیروزی ۳-۰ مقابل سائوپائولو به پایان رسید، هت تریک کرد تا به باشگاهش کمک کند تا دومین عنوان متوالی خود را در این رقابت ها به دست آورد.
در ۷ دسامبر ۲۰۲۳، استوائو اولین بازی حرفه‌ای خود را برای پالمیراس انجام داد و در دقیقه ۷۸ بازی خارج از خانه مقابل کروزیرو که با تساوی ۱-۱ به پایان رسید و قهرمانی سری آ را برای وردائو قطعی کرد ، از روی نیمکت به زمین آمد . او با ۱۶ سال و ۸ ماه سن، چهارمین بازیکن جوان تاریخ باشگاه شد.
استوائو برای جام حذفی ۲۰۲۴ به تیم زیر ۲۰ سال پالمیراس بازگشت و به بازیکن برجسته این رقابت‌ها و بازیکن اصلی تیم در این رقابت‌ها تبدیل شد. در ۲۴ آوریل ۲۰۲۴، او اولین گل خود را برای پالمیراس در پیروزی ۳-۱ مقابل لیورپول در مرحله گروهی جام حذفی ۲۰۲۴ به ثمر رساند و پس از آنجلو گابریل و اندریک ، سومین بازیکن زیر ۱۷ سالی شد که به این موفقیت دست می‌یابد .

### چلسی
در ۲۲ ژوئن ۲۰۲۴، باشگاه لیگ برتر چلسی اعلام کرد که استوائو در تابستان ۲۰۲۵، همزمان با هجدهمین سالگرد تولدش، به این باشگاه خواهد پیوست. طبق گزارش‌ها، این قرارداد ۳۴ میلیون یورو به علاوه ۲۳ میلیون یورو پاداش بر اساس عملکرد را شامل می‌شد.

## دوران ملی
استوائو برای اولین بار در اکتبر ۲۰۲۲ برای انجام چند بازی دوستانه در اکتبر ۲۰۲۲ به تیم زیر ۱۷ سال برزیل فراخوانده شد. استوائو برای اولین بار در ۲۳ آگوست ۲۰۲۳ برای شرکت در مسابقات مقدماتی جام جهانی ۲۰۲۶ مقابل اکوادور و پاراگوئه به تیم ملی برزیل دعوت شد . او اولین بازی خود را در ۶ سپتامبر ۲۰۲۴ مقابل اکوادور در ورزشگاه کوتو پریرا انجام داد . او در دقیقه ۶۱ جایگزین لوئیز هنریکه شد و برزیل با نتیجه ۱-۰ پیروز شد.

## سبک بازی
استوائو با پله مقایسه شده است. او همچنین به خاطر بلوغ، بازی‌خوانی و تصمیم‌گیری‌هایش که همگی زودهنگام تلقی می‌شدند، مورد ستایش قرار گرفته است.

## افتخارات

### پالمیراس
- قهرمانی برزیل سری ای : ۲۰۲۴
- قهرمانی پائولیستا : ۲۰۲۴
- فردی

- سری ای قهرمانی برزیل بهترین بازیگر تازه وارد : ۲۰۲۴
- تیم منتخب سال سری آ قهرمانی برزیلی : ۲۰۲۴
- بولا د اورو : ۲۰۲۴
- جایزه میز گرد بهترین بازیکن : ۲۰۲۴